# Гордост и предразсъдъци (филм, 2005)
 Тази статия е за филма от 2005 година.  За други значения вижте Гордост и предразсъдъци (пояснение).  
„Гордост и предразсъдъци“ (на английски: Pride and Prejudice) е филм от 2005 г., който представлява дебюта на анлийския режисьор Джо Райт. Филмът е екранизация на знаменития роман на Джейн Остин – „Гордост и предразсъдъци“ от 1813 г. Историята се занимава със съдбите на героите си Елизабет Бенет и Фицуилям Дарси, които, по пътя към съвместната си любов, стават жертва на гордостта и натрупващите се предразсъдъци около себе си. Сред заложените теми са бракът, моралът, прибързаните заключения, истината и лъжата. В главните роли са Кийра Найтли като Елизабет Бенет и Матю Макфейдън като Фицуилям Дарси. Сред актьорския състав се нареждат небезизвестните имета на Джуди Денч, Доналд Съдърланд и Розамунд Пайк.
Сценаристът Дебора Могак първоначално се стреми сценарият ѝ да се придържа колкото е възможно повече до романовото повествование – пише от перспективата на Елизабет и запазва голямо количество от оригиналния диалог. Райт разчита повече на интерпретацията на текста – като в това число си позволява да промени динамиките между членовете на семейство Бенет. И сценаристът, и режисьорът са съгласни да изместят по-рано периода на историята. Филмът е заснет за 11 седмици. Известно е, че екипът е бил затруднен в избирането на актьорския състав. По отношение на изискванията на студиото за присъствие на звезди, създателите успяват да балансират между славата на Кийра Найтли, която е вече добре позната от ролята си в „Карибски пирати“, и Матю Макфейдън, който до този момент не е познат за широката публика.
„Гордост и предразсъдъци“ е пуснат в разпространение на 16 септември 2005 г. в Обединеното кралство и на 11 ноември в САЩ. Естетически филмът носи белезите на реализъм и романтизъм, в тематично отношение акцентът е върху семейството. Таргет групата на проекта е насочена към младата масова публика. В световен мащаб филмът е натрупал печалба в размер на 121 милиона долара, което го превръща в комерсиален успех. Генералното е приет положително, а на 78то издание на наградите Оскар получава номинация в категорията „Най-добра актриса в главна роля“ за 20-годишната Найтли, което я прави третата най-млада номинирана актриса за главна роля. Критиците наблюдават в работата на Джо Райт хибрид, който се изразява в съчетанието на традиционния текст с намерението той да бъде ориентиран към съвременната млада публика.

## Актьорски състав
- Елизабет (Лизи) Бенет – Кийра Найтли
- Фицуилям Дарси – Матю Макфейдън
- Г-жа Бенет – Бренда Блетин
- Г-н Бенет – Донълд Съдърланд
- Джейн Бенет – Розамунд Пайк
- Мери Бенет – Талула Райли
- Катрин (Кити) Бенет – Кери Мълиган
- Лидия Бенет – Джена Малоун
- Чарлз Бингли – Саймън Уудс
- Г-н Колинс – Том Холандър
- Лейди Катрин де Бърг – Джуди Денч
- Джорджана Дарси – Тамзин Мърчант
- Шарлот Лукас – Клоди Блейкли
- Керълайн Бингли – Кели Райли
- Джордж Уикъм – Рупърт Френд

и др.

## Сюжет
През късния XVIII в. г-н и г-жа Бенет, както и петте им дъщери – Джейн, Елизабет, Мери, Кити и Лидия, живеят в провинциалното си имение Лонгборн в Англия. Г-жа Бенет е сериозно загрижена да осигури изгоден брак за дъщерите си и когато ергенът Чарлз Бингли се заселва в близкото имение Недърфийлд, се появява отлична възможност. По време на скорошния бал г-н Бингли, сестра му Керълайн и приятелят му г-н Дарси са представени на обществото в Хартфордшър. Между Джейн и Бингли мигновенно пламва искра, докато Елизабет мигновенно оформя отрицателното си отношение към г-н Дарси, който заявява присъствието си изключително снобски. Елизабет изгражда своята неприязън още повече, когато случайно успява да дочуе неласкавите коментари, които г-н Дарси прави за нея на бала.
Джейн е поканена у Бингли. За да се възползва максимално от ситуацията, г-жа Бенет не позволява на Джейн да използва каретата, а я праща умишлено в предстоящата буря под предлог Бингли да бъдат принудени да я поканят да остане да пренощува. Заради дъжда Джейн се разболява и остава у Бунгли непредвидено дори още по-дълго. Елизабет посещава сестра си в имението, където се среща отново с Керълайн и г-н Дарси, срещу които още повече задълбочава отрицателното си впечатление. Общуването помежду им я убеждава в снобския им и надменен характер, докато точно обратното за Дарси тя започва да предизвиква все по-силен интерес. Не след дълго Джейн се възстановява и се прибира у дома.
Семейство Бенет е посетено от г-н Колинс, който е най-близкият роднина на семейството от мъжки пол и който следва да наследи имението Лонгборн след смъртта на г-н Бенет. Оказва се, че г-н Колинс има намерението да се омъжи за някоя от братовчедките си в името на това да не отнема имението от семейния род. Считайки това да бъде Джейн, г-н Колинс споделя намерението си, но г-жа Бенет го парира като заявява, че Джейн е пред годеж. Нейното предложение е г-н Колинс да се насочи към Елизабет, която той сметва за адекватна алтернатива. Междувременно семейството се запознава и с чаровния лейтенант Джордж Уикъм, който се оказва свързан със семейство Дарси. Между него и Елизабет се заражда симпатия в общата им неприязън към г-н Дарси. Лейтенантът е кръщелник на починалия неотдавна баща на г-н Дарси. Уикъм начертава портрета на г-н Дарси особено отблъскващо, когато споделя с Елизабет, че господинът го е ограбил от собственото му наследство, когато е встъпил в длъжността на баща си. Този факт се запечатва в ума на Елизабет, добавяйки към представата ѝ за надменния характер на г-н Дарси и краските на несправедливост и жестокост.
На скорошния бал в Недърфийлд г-н Дарси кани Елизабет на танц, на следващия ден г-н Колинс ѝ прави предложение за брак. Елизабет отказва и въпреки възраженията на г-жа Бенет, г-н Бенет я подкрепя в решението ѝ. Бингли напускат неочаквано Недърфийлд и се отправят за Лондон. Елизабет подстрекава Джейн да посети леля им и вуйчо им, които живеят там, за да може отново да се срещне с г-н Бингли. Междувременно близката приятелка на Елизабет – Шарлот, уплашена от възможността да не остане стара мома, обявява годежа си с г-н Колинс.
След известно време Джейн отива в Лондон, а Елизабет гостува на вече венчалите се г-н и г-жа Колинс, които живеят под патронажа на лейди Катрин де Бърг. Неочаквано Елизабет среща там г-н Дарси, който е племенник на лейди де Бърг. С него е и братовчед му полковник Фицуилям. Заформяйки приятелски отношения и без да знае, че Джейн е сестра на Елизабет, полковникът ѝ доверява, че г-н Дарси наскоро е успял да разубеди г-н Бингли да се сроди с много неподходящо семейство. Узнавайки новината, Елизабет е разстроена от явната несправедливост и точно в този момент се натъква на г-н Дарси, който напълно изневиделица ѝ прави предложение за брак, изказвайки дългите си терзания по въпроса, искрената си любов и надмогването на ниската ѝ социална класа. Елизабет остава далеч по-обидена отколкото поласкана в това положение, заради което без да се двоуми отказва предложението на мига. Гневът ѝ е още по-силно подкладен и от разобличението, че именно г-н Дарси е съсипал перспективите за щастлив брак на сестра ѝ. След като го обвинява за това му деяние, г-н Дарси защитава позицията си, като заявява, че Джейн е изглеждала безпристрастна към г-н Бингли, а също така и подчертавайки действителното неуместно поведение на майка ѝ и сестрите ѝ. Дарси представя роднините на Елизабет като необразцови и без обноски, сред които Елизабет и Джейн сияят с достолепието си. Въпреки обидата обаче Елизабет е неспособна да отрече истиността на твърдението. В разгорещения разговор госпожица Бенет намесва и несправедливия удар, който Дарси е нанесъл на Джордж Уикъм. При споменаването на името на Уикъм г-н Дарси видно остава още по-разстроен. И двамата се разделят гневни и наранени.
По-късно в писмо г-н Дарси доверява на Елизабет истината за характера на Уикъм – разобличавайки го като прахосник и измамник. Най-скандална остава новината, че след като г-н Дарси спрял издръжката на Уикъм, той се опитал да съблазни и отвлече по-малката му сестра – Джорджана Дарси, която тогава била на петнайсет години, за да може да се възползва от състоянието ѝ, в което си деяние бил на косъм да успее, но навреме бил възспрян от г-н Дарси и полковник Фицуилям.
Джейн и Елизабет се завръщат у дома. Джейн не е успяла да се срещне с г-н Бингли и се опитва да убеди сестра си, че вече няма чувства към него. Неубедителното ѝ поведение обаче не успява да промени възгледите на Елизабет, че г-н Бингли и Джейн са създадени един за друг. Елизабет решава да не натоварва Джейн към момента с купищата събития и разкрития, с които се е сблъскала по време на пътуването си и не ѝ разкрива нищо. Междувременно Лидия е поканена в Брайтън, накъдето се насочва и полкът на Уикъм. Лидия триумфира, докато Кити е изключително разстроена, че също не е била поканена и не може да отиде. Елизабет споделя с г-н Бенет мнението си, че не бива да пуска Лидия на такова пътуване, имайки предвид неизградения ѝ характер и възможността това да се превърне в пореден повод за лошото име на семейството им или дори по-лошо – да доведе неотменната сянка на позора. В пътуването обаче г-н Бенет вижда възможност Лидия най-сетне да се сбълска със собствената си посредственост и незначителност, като гледа на възможността като на урок. Според него най-малката му дъщеря не представлява интерес за никого, който би пожелал да се възползва от някое младо момиче за изгода.
Елизабет пътува с леля си и вуйчо си и докато преминават през имението Пембърли, изневиделица се натъкват на г-н Дарси. Г-н Дарси изглежда променен, маниерът му е мек и любезен, създава положително мнение за себе си у лелята и вуйчото на Елизабет. Г-н Дарси представя Елизабет на сестра си, която е много развълнувана от срещата и споменава за възхитителните неща, които е чувала за Елизабет от брат си. Г-н Дарси ги кани на вечеря, когато Елизабет получава писмо от Джейн. Писмото свидетелства, че Лидия е избягала с Уикъм.
Елизабет се прибира у дома. Г-жа Бенет е съсипана пред перспективата, че позорът на Лидия ще унищожи всяка възможност за брак на останалите ѝ дъщери. След напрегнато изчакване вуйчото изпраща новини, че Лидия и Уикъм са сключили брак и че са напът да се завърнат в Лонгборн. Лидия доверява на Елизабет, че именно г-н Дарси ги открива и плаща за сватбата, както и че заплаща позицията на Уикъм в армията.
Бингли и Дарси се завръщат в Недърфийлд и посещават Лонборн. Г-н Бингли прави предложение на Джейн, която приема. Същата вечер пристига лейди Катрин де Бърг, която иска да се срещне с Елизабет, за да я предупреди да не се сгодява с г-н Дарси, за когото тя е предвидила своята собствена дъщеря, още от рождението и на двамата. Обидена от тази дързост Елизабет нарежда на лейди де Бърг, към чиято висока особа никога никой не е възразявал, незабавно да напусне. Следващата сутрин по време на разходката си в тресавището Елизабет среща г-н Дарси, който я моли да извини непристойното поведение на леля му. Той ѝ открива искрената си любов и моли Елизабет да се ожени за него. Елизабет, чиито чувства са взели радикален обрат, приема предложението му.

## Продукция

### Концепция и адаптация
„Гордост и предразсъдъци“ е Англо-Американска колаборативна продукция между британското студио Working Title Films и американската компания Universal Studios. Към този момент британското студио е излязло със заглавия като „Дневникът на Бриджит Джоунс“ и „Наистина любов“, които вече са привлекли световно внимание. Съпредседателят Тим Беван обяснява, че студиото се е стремяло да въплъти оригиналната история на Остин в цялата ѝ прелест като се концентрира върху Елизабет и да я направи достъпна за повече аудитории. С неособено високия си бюджет от 22 милиона паунда (28 милиона долара), очакванията са, че филмът ще пожъне добър успех, особено следвайки примера от „Ромео + Жулиета“ (1996) и „Влюбеният Шекспир“ (1998), както и разчитайки на активния интерес към трудовете на Джейн Остин.
Сценаристът Дебора Могак прекарва повече от две години в адаптирането на „Гордост и предразсъдъци“. Оставайки неудовлетворена от първите си разбработки, написва приблизително десет варианта. Могак намира неизменната триактова структура на разказа за съвършена и се опитва да се придържа възможно най-близко до оригинала. Нарича текста на Джейн Остин „така красиво оформена история – романсът на двама души, които изглежда не могат да се търпят, но са страстно въвлечени в любовта си“. Въпреки че не успява да предаде „прелестния диалог в пълнотата му“, все пак се опитва да се придържа към него доколкото може.
Първият вариант, който Могак изготвя, е най-близкият до романа, но по-нататъчните версии се лишават от някои сюжетни линии и герои. Първоначално Могак пише всички сцени през перспективата на Елизабет, с което остава вярна на книгата. Разработила е и сцени от перспективата на мъжете, като тази, в която г-н Бингли се подготвя за брачното си предложение. По този начин се опитва да изрази близостта между г-н Бингли и г-н Дарси, както и да оплътни образа на г-н Дарси изобщо, показвайки го извън обсега на вниеманието на Елизабет.
Телевизионният дотогава режисьор Джо Райт е нает през 2004 и „Гордост и предразсъдъци“ се превръща в неговия дебют в киното. Като тематично обвързан със социалния реализъм, изборът именно той да встъпи в ролята на режисьор на романтична драма изглежда изненадващ. Работата на Райт обаче впечатлява продуцентите, които са в търсене на нова перспектива. Изпращат му сценарий, въпреки че Райт до този момент не е чел романа. Райт споделя, че е мислел, че няма да бъде заинтригуван достатъчно, но в крайна сметка остава силно трогнат от сценария. След това прочита романа и се изказва по негов адрес, че е невероятен в наблюденията си върху героите и че може да бъде сметнат за първите изрази на британския реализъм.
Единствената адаптация върху „Гордост и предразсъдъци“, която Джо Уайт гледа, е тази от 1940 г. Целенасочено не се впуска да проучи предишните екранизации от страх да не би без да иска да заимства идеи, а и защото се е придържал към намерението да работи възможно най-автентично. Въпреки това се запознава със сродните „Разум и чувства“ от 1995 г., „Въздействие“ от 1995 г. и „Далече от безумната тълпа“ от 1967 г., последният от които Райт счита за най-силното си влияние върху „Гордост и предразсъдъци“. Нарича го истински, честен и естествено романтичен. По посока на романтичното и атмосферата му, режисьорът споделя също така, че младежките филми „Шестнадесет свещи“ от 1984 г. и „Клуб „Закуска““ от 1985 г. са сред въздействалите му най-силно.
Райт е назначен на работа по същото време, по което Магок работи върху дретия си вариант за сценарий. Въпреки силното ѝ пристрастие да се придържа към оригиналния диалог, Райт я съветва да не се влияе твърде много от него, защото езикът е донякъде архаичен и трудно приспособим към целта им да се обърнат към младежката публика. Също така, въпреки че героите на Остин изглеждат сякаш изчакват преди да проговорят, Райт стича за по-логично да изобрази типичния хаотичен брътвеж в едно семейство, в което живеят основно момичета. Актрисата и сценарист Ема Томпсън, която е позната и от екранизацията на „Разум и чувства“ от 1995 г., също се включва в работата по сценария, искайки да не бъде спомената официално. Тя съветва Райт по посока режисурата на каноничния английски текст и дава предложения върху диалозите, като особено помага в линията на г-н Колинс и Шарлот.
Райт и Могак се обединяват в решението си да изместят периодиката на романа от 1813 г. (когато Остин го публикува) в късния XVIII век. Причината за това решение отчасти се отдава на това, че Райт е искал да подчертае повлияната от Френската революция Англия – която според него съдържала атмосфера на страх сред аристокрацията. Също така обаче Райт избира по-ранния период, защото не можел да понася обклеклата с имперски силует, които са особето знакови за съвремеността на Джейн Остин и романите ѝ. Решението обаче успява да придаде неподправен и отличителен визуален облик на филма, в сравнение с други адаптации. Райт и Могак съвместно се стремят да подсилят провинциалното внушение около Лонгборн и семейство Бенет, с което се стараят и да изострят впечатлението от техния среден социален статус и ограничени финансови възможности. Въпреки че въпросът за степента на бедността им е голям обект на критика, определено оказва силно конкретното обособяване на семействата Бенет, Бингли и Дарси във филма от 2005 г.

### Костюми
Като дизайнер на костюмите е назначена носителката на награда БАФТА 2004 за работата си във филма„Вера Дрейк“ – Жаклин Дюран. Проектът върху „Гордост и предразсъдъци“ затруднява нея и Джо Райт, заради изначалния им опит да абстрахират новата екранизация от известния телевизионен сериал на BBC от 1995 г. Заради непоносимостта на Райт към високата талия, Дюран се фокусира върху модни тенденции от края на XVIII в., които обикновено се влияят от подчертаването на естествената фигура, за разлика от типичния имперски силует, който започва да става изключително популярен в последната десета на века. Генералното решение за костюмите набляга на тенденцията по-възрастните герои да носят облекло типично за средата на века, докато младите усвояват „нещо като прото-регентски стил по повод прическата и костюма“
Облеклото, което Дюран изготвя, също така отличава социалния статус на героите. Например обликът на Керълайн Бингли е решен именно в имперския силует, с което се подсказва високата ѝ аристократичност и широките възможности на семейния ѝ род да се възползва от последните модни тенденции. Въпреки съображенията с конкретния исторически период, и костюмът, и прическата са адаптирани и към вкусовете на съвременната млада аудитория, с което се търси активната връзка с нея и заради което някои исторически детайли остават неглижирани.
По посока на отличаването на петте сестри Бенет, Дюран гледа на Елизабет като на „томбой“. Цветовете, които избира за нея са в гамата на земните тонове, за което я провокира привързаността на Лизи към провинцията и разходките. В образа на Джейн Дюран иска да изрази нейната висока изтънченост, но въпреки това с присъствието на намек за домашна изработка, подсказвайки ограничените възможности на семейството. Нещото, към което Джо Райт най-много се стреми във визуалното впечатление, е именно силното присъствие на провинциалността. Мери е решена сериозно и практично. Кити и Лидия – „като Туидълдум и Туидълди“ (герои от „Алиса в огледалния свят“) – с намерението да изглеждат като огледален образ една на друга. Така когато едната е облечена със зелена рокля например, другата носи зелена връхна дреха, с което винаги между тях съществува визуална асиметрия. В контраст с адаптацията от 1940 г. сестрите Бенет са представени в износено, удобно облекло.

Костюмът на г-н Дарси претърпява серия от промени. Дюран казва:

Първият път, когато го срещаме, е в Меритън. Там той е облечен строго и тясно, а впечатлението от него е за сдържан характер. В цялата първа част на филма остава в това положение. Около предложението в дъжда, което се оказва провал, силуетът му остава същият, но материалът на костюма вече е в състав на по-меки материи. Това продължава, докато впоследствие започваме все по-често да го виждаме разкопчан и сякаш неспретнат. Връхната точка настъпва в сцената със сутрешната мъгла, където г-н Дарси е напълно напуснал стандартите на века си.

### Музика
Авторът на музиката към филма е италианският композитор Дарио Мариеанели. Той споделя, че в първите си разговори с Джо Райт обсъжда ранните сонати на Бетовен, които се превръщат в отправната му точка по време на работата му върху музикалното оформление. Някои от темите са вдъхновени от историческата периодика. Такива са например траковете „Meryton Townhall“ и „The Militia Marches In“, в които звучи флейта и които може да се допусне, че съхраняват типичното звучене на XVIII век. „Meryton Townhall" и „Another Dance" пасват на мелодиите, обслужващи танцовите вкусове от времето. Саундтракът се състрои от 17 инструментала, организирани в собствена последователност, различна от тази, която имат във филма.
Трак лист:
1. „Dawn“
2. „Stars and Butterflies“
3. „The Living Sculptures of Pemberley“
4. „Meryton Townhall“
5. „The Militia Marches In“
6. „Georgiana“
7. „Arrival At Netherfield“
8. „A Postcard to Henry Purcell“
9. „Liz on Top of the World“
10. „Leaving Netherfield“
11. „Another Dance“
12. „The Secret Life of Daydreams“
13. „Darcy's Letter“
14. „Can't Slow Down“
15. „Your Hands Are Cold“
16. „Mrs. Darcy“
17. „Credits“

## Главни теми и съпоставки

### Романтизъм
Сара Ейлууд споделя, че филмът е „съществена романтическа интерпретация на романа на Джейн Остин“. Набляга на силно подчертаното присътвие на природата, което „оформя Елизабет и Дарси като фигури на романтизма“. Според нея фокус във филма е вниманието към изследването на романтическата душа, и възможността жените и мъжете да постигнат личностно себеоткритие в рамките на потискащата патриархална система и социалните прослойки. С подобно отношение е и Катрин Стюърт-Бийр от Oxford Brookes University, която намира сцената с Елизабет на скалата за „вълнуващо и магическо изразяване на силната стилистика на постмодерен романтизъм“, която създава Райт. Според Лидия Мартин от University of Provence романтизмът е най-откриваем в катарзисните промени у героите и техните взаимоотношения, в саундтрака и в работата с пейзажа.

### Семейството
Сценаристът Дебора Могак, като отраснала с три сестри, била силно заинтересувана от проблема за семейната динамика във филма. Професор Барбара Сийбър от Brock University смята, че за разлика от романа филмът подчертава семейното пред романтичното. Според Сийбър филмът е първият, който си позволява да представи г-жа Бенет в симпатична светлина, а пък господин Бенет като едновременно внимателен съпруг и любящ баща. Стюърт-Бийр и Сали Палмър коментират разликите в представянето на семейство Бенет. Според Стюърт-Бийр домът изглежда хаотичен, но за сметка на това създава впечатлението за топъл, уютен и весел дом. За първи път сякаш г-н Бенет и г-жа Бенет изглеждат така сякаш се харесват, че дори може би и се обичат.

### Образът на Елизабет Бенет
Начално намерение на Райт е филмът да бъде силно субективен, разказан през погледа на Елизабет. За първи път публиката се среща с Дарси, когато и тя. Елизабет във филма се различава от романовата героиня в подсиленото си дистанциране от семейния кръг. Пример за това е постепенното отдалечаване от Джейн в течение на действието. Това е особено различно от взаимоотношенията им в книгата, където Елизабет гледа на Джейн като на главния си изповедник и доверява всичките си чувства и мисли първо и единствено на нея. В интерпретацията на Райт се крие намерението да представи по-реалистично връзката между две сестри, като с това си служи да ги отдалечи една от друга преди финала. Според него романовата им връзка е твърде „сиропирана“. Намерението на Могак от друга страна е да наблегне на тежестта, която носят тайните, натрупващи се около Елизабет. Колкото повече напрежение се изгражда от невъзможността да ги сподели, толкова повече зрителят става съпричастен към нея. „Най-съществената комедия се ражда от болката“ твърди Могак.
Според Стюърт-Бийр в срещите си с Дарси Елизабет е буйна и страстна, а в поведението си към лейди де Бърг е също токлкова непокорна. Тази ѝ силна емоционална природа според нея съществено се разминава с по-зрелия и сдържан характер на героинята от романа, която въпреки всичко също проявява склонност да се вълнува, да усмива и да остроумничи. Според професор Лори Каплан от George Washington University фокусът върху Елизабет е толкова постоянен, колкото и в романа. Но според нея сценарият се лишава от една от най-критичните си фрази – „До този момент нямах представа коя съм“ / „Till this moment I never knew myself“ (глава 13, том 2/ глава 36 в пълното издание), която е един от най-могъщите контрапунктове в историята. Според Каплан това е най-важната реплика на Елизабет и отсъствието ѝ влияе на същността на историята на Джийн Остин, а също и на очакванията на публиката за нея.

## Критическа оценка
До появата на екранизацията от 2005 г., „The Times“ смята телевизионната адаптация на BBC от 1995 г. за „доминираща и всепризната в публичното съзнание като кино стандарт“. Почитатели на Джийн Остин са скептично настроени към филма особено по отношение на сюжетните промени и кастинг решенията. Иронично подмята критиката от The New Yorker „Всяка прилика със сцени и герои на мис Остин е напълно случайна“. Силно е съпротивлението срещу представянето на семейство Бенет като необразцово и лишено от поведенчески етикет. В уебсайта Rotten Tomatoes филмът се класира с 87%, базирано върху оценката на 180 критици, със средна оценка 7.7/10. В сайта е приложено следното отношение: „Въпреки че е поредната адаптация на любимия роман от Джейн Остин, изпълнението и модерните подходи го правят свеж и привлекателен“. В Metacritic филмът има средна оценка 82 от 100, на базата на 37 критически доклада. В CinemaScore бележи оценка A по системата A-F.
Забележка към филма е, че не успява да се задълбочи в комплексността на сюжета по същия начин, по който телевизионният сериал на BBC. От друга страна Джоан Клингъл Рей изразява предпочитанието си към младежкия вид на актьорите Кийра Найтли и Матю Макфейдън. А Питър Брадшоу от The Guardian, въпреки че хвали представянето на Кийра Найтли и го провъзгласява за „носещо филма на гърба си“, все пак изразява отношението, че играта в главните роли е от по неопитен характер в сравнение с тази на Колин Фърт и Дженифър Ел от телевизионния сериал. Впечатленията му от изпълнението на Кийра Найтли обаче са толкова силни, че не сдържа коментара си – „невъзможно е някой да не се наслади на нейното изпълнение“. Критикът от BBC Стела Папамайкъл смята изпълнението на Найтли за „най-доброто ѝ до момента“. От The Daily Telegraph обаче не остават толкова силно впечатлени от актрисата.
По повод представянето на Матю Макфейдън критиците не са единодушни. От една страна смятат, че при него отсъства постепенната емоционална промяна – такава, каквато е в романа, а от друга страна намират, че опитът му да изрази несигурността и чувствителността на героя е по-успешен от този на Колин Фърт.
Списание Time Out се оплаква от липсата на „брилянтното чувство за ирония“ за Джейн Остин, определяйки филма като „романтична мелодрама, в която не остава място за поразителното остроумие на авторката“. А критикът Дерек Ели от Variety хвали Райт и Магок за успешното „извличане на младежката есенция“ от романа, подкрепено с богата детайлност. Рут Стайн от San Francisco Chronicle's пише, че Райт прави впечатляващ филмов дебют, а Клаудия Пуиг от USA Today нарича филма „звездна адаптация, която поразява зрителя с чувство и остроумие“.

## Номинации и награди
„Гордост и предразсъдъци“ е носител на множество номинации в разнородно поле катерогии, сред които четири номинации за Оскар – за „Най-добра актриса“, „Най-добър арт-директор“, „Най-добри костюми“ и „Най-добър филм“, пет номинации БАФТА за „Най-добър британски филм“, „Най-добра актриса в поддържаща роля“, „Най-добра адаптация на сценарий“, „Най-добри костюми“, „Най-добри грим и прическа“ и награда БАФТА за „Най-обещаващ дебютант“ за Джо Райт, както и множество други отличия.